# Terence Rigby
Pour les articles homonymes, voir Rigby.
Terence Christopher Gerald Rigby, né le 2 janvier 1937 à Birmingham (quartier d'Erdington, Angleterre) et mort le 10 août 2008 à Londres, est un acteur anglais.

## Biographie
Après des études générales à la St. Philip's School de sa ville natale, Terence Rigby intègre la Royal Academy of Dramatic Art de Londres, dont il ressort diplômé en 1960. L'année suivante (1961), il apparaît au théâtre à Birmingham dans Antoine et Cléopâtre (avec Derek Jacobi et Brian Blessed) de William Shakespeare, auteur qu'il interprétera souvent par la suite.
Sur les planches londoniennes, mentionnons deux pièces d'Harold Pinter mises en scène par Peter Hall, The Homecoming (1965, avec Ian Holm et Paul Rogers), et No Man's Land (1975, avec John Gielgud et Ralph Richardson). Toujours à Londres, citons également La Cerisaie d'Anton Tchekhov (mise en scène de Peter Hall, 1978, avec Ben Kingsley et Ralph Richardson), En attendant Godot de Samuel Beckett (1987-1988, avec Alec McCowen et Peter Wight) et Hamlet de Shakespeare (1995, avec Ralph Fiennes dans le rôle-titre et Francesca Annis). Une de ses dernières pièces à Londres est une reprise d’En attendant Godot (2006, avec Richard Dormer), à nouveau mise en scène par Peter Hall.
Il joue aussi quatre fois à Broadway (New York), d'abord dans des reprises des productions londoniennes (avec les mêmes partenaires respectifs précités) de The Homecoming (1967) et de No Man's Land (1976) de Pinter, puis d’Hamlet de Shakespeare (1995). Sa quatrième et ultime prestation à Broadway est dans Amadeus de Peter Shaffer (1999-2000), avec Michael Sheen et David Suchet, également mise en scène par Peter Hall.
Ce dernier réalise le film The Homecoming, adaptation de la pièce éponyme ci-dessus évoquée sortie en 1973, où Ian Holm, Paul Rogers et lui reprennent leurs rôles.
Au cinéma, il contribue à vingt-et-un films (surtout britanniques), le premier étant Accident de Joseph Losey (1967, avec Dirk Bogarde et Stanley Baker). Suivent entre autres La Loi du milieu de Mike Hodges (1971, avec Michael Caine et Ian Hendry), Demain ne meurt jamais de Roger Spottiswoode (1997, avec Pierce Brosnan et Jonathan Pryce) et Le Sourire de Mona Lisa de Mike Newell (2003, avec Julia Roberts et Kirsten Dunst). Son dernier film est Flick (en) de David Howard (2008, avec Faye Dunaway et Hugh O'Conor).
Notons qu'il personnifie deux fois Joseph Staline, au théâtre dans State of Revolution (en) de Robert Bolt (Londres, 1977, aux côtés de Michael Bryant interprétant Vladimir Ilitch Lénine), et au grand écran dans Testimony de Tony Palmer (1987, avec Ben Kingsley dans le rôle du compositeur Dimitri Chostakovitch).
À la télévision britannique, il collabore à soixante-neuf séries entre 1962 et 2007, dont Le Saint (deux épisodes, 1966-1968), Inspecteur Barnaby (un épisode, 1999) et le feuilleton Holby City (deux épisodes, 1999-2003).
S'ajoutent huit téléfilms (le premier diffusé en 1978, le dernier en 1999), dont Le Signe des quatre de Desmond Davis (1983, avec Ian Richardson et David Healy). 
Terence Rigby meurt en 2008, à 71 ans, des suites d'un cancer du poumon.

## Théâtre

### Angleterre (sélection)
(à Londres, sauf mention contraire)
- 1961 : Antoine et Cléopâtre (Antony and Cleopatra) de William Shakespeare (à Birmingham) : un messager de Rome / un garde d'Antoine
- 1961 : Elle s'abaisse pour vaincre (en) (She Stoops to Conquer) d'Oliver Goldsmith (à Birmingham) : rôle non spécifié
- 1961 : Travellers de Richard Gill (à Farnham) : Bromo
- 1963 : Born Yesterday (en) de Garson Kanin (à Farnham) : Harry Brock[1]
- 1965 : Henry V de William Shakespeare : Bates
- 1965 : Le Retour (The Homecoming) d'Harold Pinter, mise en scène de Peter Hall : Joey
- 1965 : Maître Puntila et son valet Matti (Puntila) de Bertolt Brecht, adaptation de Jeremy Brooks : le premier ouvrier
- 1965 : The Thwarting of Baron Bolligrew de Robert Bolt : Badger / le capitaine du bateau
- 1966 : Homme et Surhomme (en) (Man and Superman) de George Bernard Shaw : Henry Straker
- 1975 : No Man's Land d'Harold Pinter, mise en scène de Peter Hall : Briggs
- 1975 : The Man Himself, monologue d'Alan Drury : l'homme
- 1976 : Plunder de Ben Travers : l'inspecteur en chef Sibley
- 1977 : State of Revolution (en) de Robert Bolt, mise en scène de Christopher Morahan : Joseph Staline
- 1978 : La Cerisaie (The Cherry Orchard) d'Anton Tchekhov, mise en scène de Peter Hall : Siméonov-Pichtchik
- 1978 : Macbeth de William Shakespeare, mise en scène de Peter Hall et John Russell Brown : un capitaine / le portier
- 1987-1988 : En attendant Godot (Waiting for Godot) de Samuel Beckett : Pozzo
- 1988 : Cymbeline de William Shakespeare, mise en scène de Peter Hall : le premier geôlier
- 1988-1989 : La Tempête (The Tempest) de William Shakespeare, mise en scène de Peter Hall : Stephano
- 1989-1990 : L'Homme, la Bête et la Vertu (Man, Beast and Virtue) de Luigi Pirandello : Capitaine Perella
- 1990 : Le Canard sauvage (The Wild Duck) d'Henrik Ibsen, mise en scène de Peter Hall : Relling
- 1990 : The Wind and the Willows d'Alan Bennett : Albert
- 1990-1991 : Bajazet de Jean Racine, mise en scène de Peter Eyre : rôle non spécifié
- 1995 : Hamlet de William Shakespeare : le fantôme du roi / le premier comédien / le premier fossoyeur
- 2006 : En attendant Godot (Waiting for Godot) de Samuel Beckett, mise en scène de Peter Hall : Pozzo

### Broadway (intégrale)
- 1967 : Le Retour (The Homecoming) d'Harold Pinter, mise en scène de Peter Hall : Joey
- 1976 : No Man's Land d'Harold Pinter, mise en scène de Peter Hall : Briggs
- 1995 : Hamlet de William Shakespeare : le fantôme du roi / le premier comédien / le premier fossoyeur
- 1999-2000 : Amadeus de Peter Shaffer, mise en scène de Peter Hall : Comte Orsini-Rosenberg

## Filmographie partielle

### Cinéma
- 1967 : Accident (titre original) de Joseph Losey : le policier en civil
- 1971 : La Loi du milieu (Get Carter) de Mike Hodges : Gerald Fletcher
- 1973 : The Homecoming de Peter Hall : Joey
- 1978 : La Folle Escapade (Watership Down), film d'annimation de Martin Rosen : Silver (voix)
- 1980 : Les Chiens de guerre (The Dogs of War) de John Irvin : Hackett
- 1987 : Testimony (Testimony: The Story of Joseph Staline) de Tony Palmer : Joseph Staline
- 1989 : Scandal de Michael Caton-Jones : James Burge
- 1993 : Les Jeunes Américains (The Young Americans) de Danny Cannon : Sidney Callow
- 1995 : Les Drôles de Blackpool (Funny Bones) de Peter Chelsom : Billy Man
- 1997 : Demain ne meurt jamais (Tomorrow Never Dies) de Roger Spottiswoode : Général Bukharin
- 1998 : Elizabeth de Shekhar Kapur : l'évêque Stephen Gardiner
- 1999 : Guns 1748 (Plunkett & Macleane) de Jake Scott : Harrison
- 1999 : Simon le magicien (Simon Magus) de Ben Hopkins : Bratislav
- 2003 : Le Sourire de Mona Lisa (Mona Lisa Smile) de Mike Newell : Professeur Edward Staunton
- 2005 : Appelez-moi Kubrick (Colour Me Kubrick) de Brian W. Cook : Norman

### Télévision

#### Séries
- 1966-1968 : Le Saint (The Saint)
  - Saison 5, épisode 7 Le Diamant (The Angel's Eye, 1966) de Leslie Norman : Charlie Mason
  - Saison 6, épisode 8 La Vengeance (The Time to Die, 1968) : Zuilen
- 1968 : Z-Cars (Z Cars), saison 6, épisodes 161 et 162 No Charge for the Estimate, Parts I-II : Brummie West
- 1981 : Winston Churchill: The Wilderness Years, mini-série : Thomas Barlow fils
- 1982 : The Hound of the Baskervilles, mini-série : Docteur Watson
- 1999 : Inspecteur Barnaby (Midsomer Murders), saison 2, épisode 3 Le Terrain de la mort (Dead Man's Eleven) de Jeremy Silberston : Ian Frasier
- 1999-2003 : Holby City, feuilleton
  - Saison 1, épisode 6 Brave Heart (1999) : Don Holloway
  - Saison 5, épisode 38 Can't Always Get What You Want (2003) : Ben Woodley

#### Téléfilms
- 1982 : Anyone for Denis? de Dick Clement : le major
- 1983 : Le Signe des quatre (Sir Arthur Conan Doyle's The Sign of Four) de Desmond Davis : Inspecteur Layton
- 1984 : Nuits secrètes (Lace) de William Hale : Jo Stiarkoz
- 1997 : Le Prince étudiant (The Student Prince) de Simon Curtis : M. Garter
- 1999 : De grandes espérances (en) (Great Expectations) de Julian Jarrold : Pumblechook

## Note et référence
1. ↑  Rôle tenu par Broderick Crawford dans l'adaptation au cinéma de 1950, sous le même titre original (titre français : Comment l'esprit vient aux femmes).